# Heathrow Connect
 (juin 2022).
Heathrow Connect était une compagnie ferroviaire à Londres mise en œuvre conjointement par Heathrow Express et First Great Western, reliant l'aéroport de Londres Heathrow et la gare de Paddington. Le service empruntait la même ligne que Heathrow Express mais dessert des gares intermédiaires, ce qui permet d'assurer des liaisons entre localités de l'ouest de Londres entre elles, avec l'aéroport et avec le centre de Londres (Central London). Le service est remplacé le 20 mai 2018 par la franchise TfL Rail, qui assure le service par intérim avant l'ouverture de l'Elizabeth line en décembre 2018.
Ce service, lancé le 12 juin 2005, utilise des automotrices électriques à cinq caisses de type Class 360/2 fabriquées par Siemens en Allemagne. Elles sont issues de rames Class 350' à quatre caisses. Elles ont été fabriquées par Siemens comme prototypes de démonstration pour le Royaume-Uni et équipées par Gangway Cabs. Quand BAA les a achetées, une caisse a été ajoutée pour former des rames de cinq caisses. Le terminus d'Heathrow Connect est Heathrow Central (Terminaux 1 & 3) et une navette spécifique Heathrow Express Class 360/2 Shuttle relie Heathrow Central et Heathrow Terminal 4. Seuls Heathrow Express et London Underground (Piccadilly line) desservent la nouvelle station de Heathrow terminal 5. Les passagers du Terminal 5, qui veulent toutefois prendre le Heathrow Connect, peuvent le faire en rejoignant gratuitement un autre terminal via l'Heathrow Express.

## Tarifs
Les tarifs entre Paddington et Hayes & Harlington sont les mêmes que ceux de First Great Western, mais l'aller simple entre Hayes et Heathrow coûte £5.60. Les Travelcards et les Freedom Passes ne sont pas valables entre Hayes & Harlington et Heathrow, mais peuvent être utilisés sur le reste de la ligne. Quand le service a commencé en 2005, le tarif pour les 3,2 km (2 miles) entre Hayes et Heathrow était de £6, soit environ 1,45 €/km, ce qui en a fait le trajet en train le plus cher du monde.
Ce service a été conçu principalement pour le personnel de BAA et les habitants de l'ouest de Londres pour aller à Heathrow. Avec la carte professionnelle, des réductions sont possibles sur le trajet entre Hayes et Heathrow.
À l'origine, il n'était pas prévu d'être moins cher (alors qu'il est plus lent) que la liaison directe Heathrow Express entre Paddington et Heathrow : chaque train Connect reliant l'aéroport étant doublé par un train express en route et à Paddington l'affichage indiquait seulement Hayes & Harlington comme terminus de ces trains.
Aujourd'hui cependant, Heathrow Connect est commercialisé comme moyen beaucoup moins cher pour relier Paddington et Heathrow, avec un aller simple à £9.50 en 2013, (moins de la moitié du tarif de Heathrow Express) et un temps de parcours de 25 minutes, contre 15 minutes par le service express.

## Performances
Le service étant assuré au moyen d'une coentreprise entre First Great Western et Heathrow Express et n'étant pas sujet aux habituelles spécifications des franchises, il n'y a pas d'obligation de publier de statistiques de performance.

## Exploitation

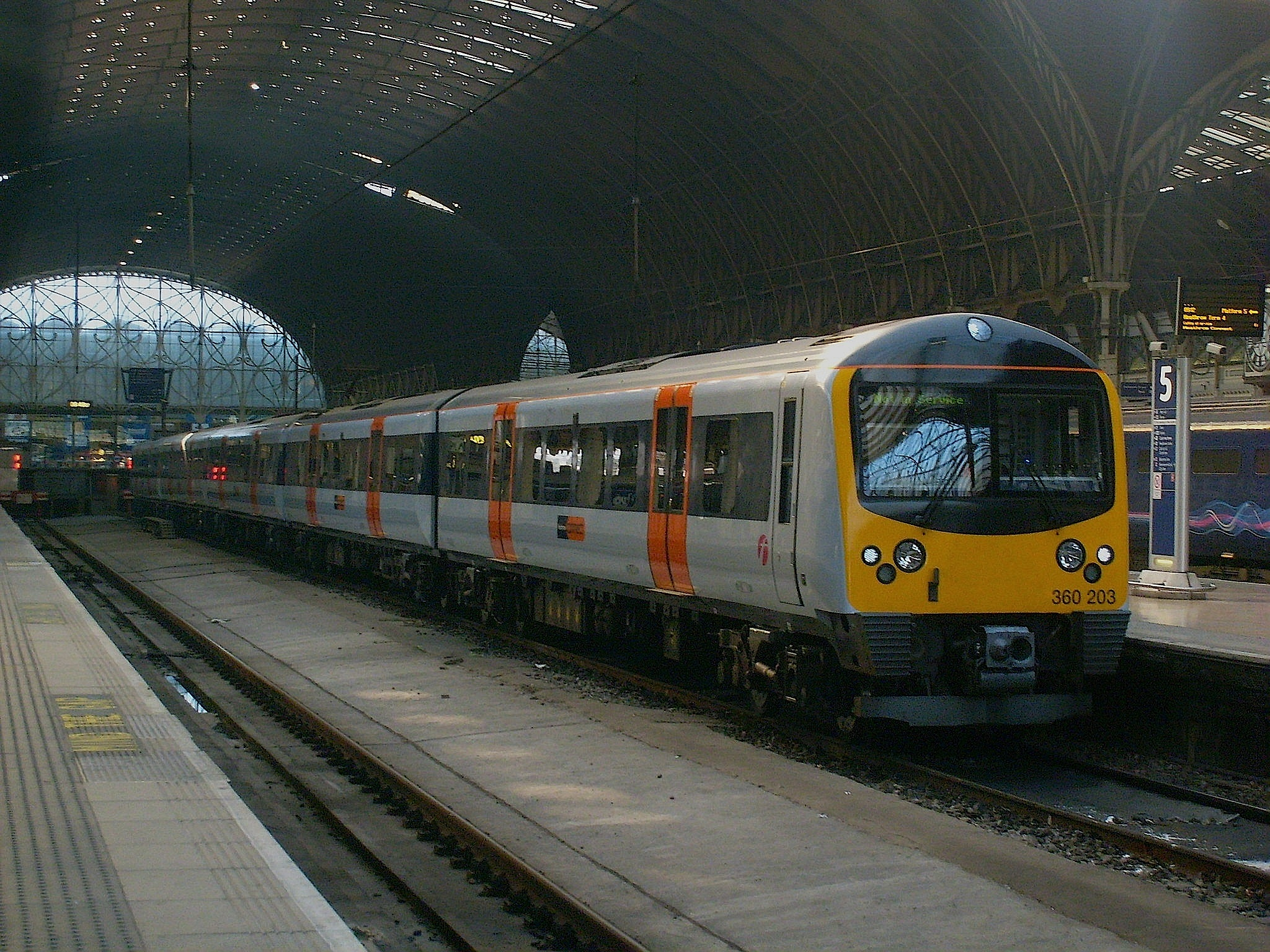
Rame Siemens Class 360/2 à la gare de Paddington, à quai de façon inhabituelle sur les voies Heathrow Express.

Le service utilise les voies de secours de la Great Western Main Line entre Airport Junction et Paddington, remplaçant certaines dessertes omnibus exploitées par l'ancien First Great Western Link. Ces voies ont été électrifiées dans le cadre du projet original Heathrow Express en tant que voie de secours en 25 kV AC par caténaires et sont équipées de l'Automatic Train Protection.
Pour accéder à l'embranchement de l'aéroport sans avoir à traverser les voies des grandes lignes, les trains des deux directions doivent utiliser le saut-de-mouton construit à l'origine pour les trains de Heathrow Express en direction de Paddington. Cela signifie que les trains de Heathrow Connect vers l'aéroport utilisent le saut-de-mouton à contre-sens et les trains en provenance de Heathrow doivent traverser deux voies lentes sans dénivellation. Dans le cadre de Crossrail, le pont sera reconstruit pour supprimer ces contraintes.
Les services Heathrow Connect partent de London Paddington vers Heathrow Central Terminals 1 & 3 toutes les 30 minutes 7 jours sur 7. Une rame spécifique Heathrow Express assure une navette entre le Terminal 4 et Heathrow Central, ce qui permet de maintenir une fréquence de 15 minutes entre les terminaux. Cette navette peut être utilisée gratuitement par les passagers changeant de terminaux à Heathrow.
Heathrow Connect sera intégré à Crossrail à sa mise en service en 2017. Crossrail prolongera la liaison actuelle dans Londres sous tunnel en direction de Shenfield et Abbey Wood.

## Structure

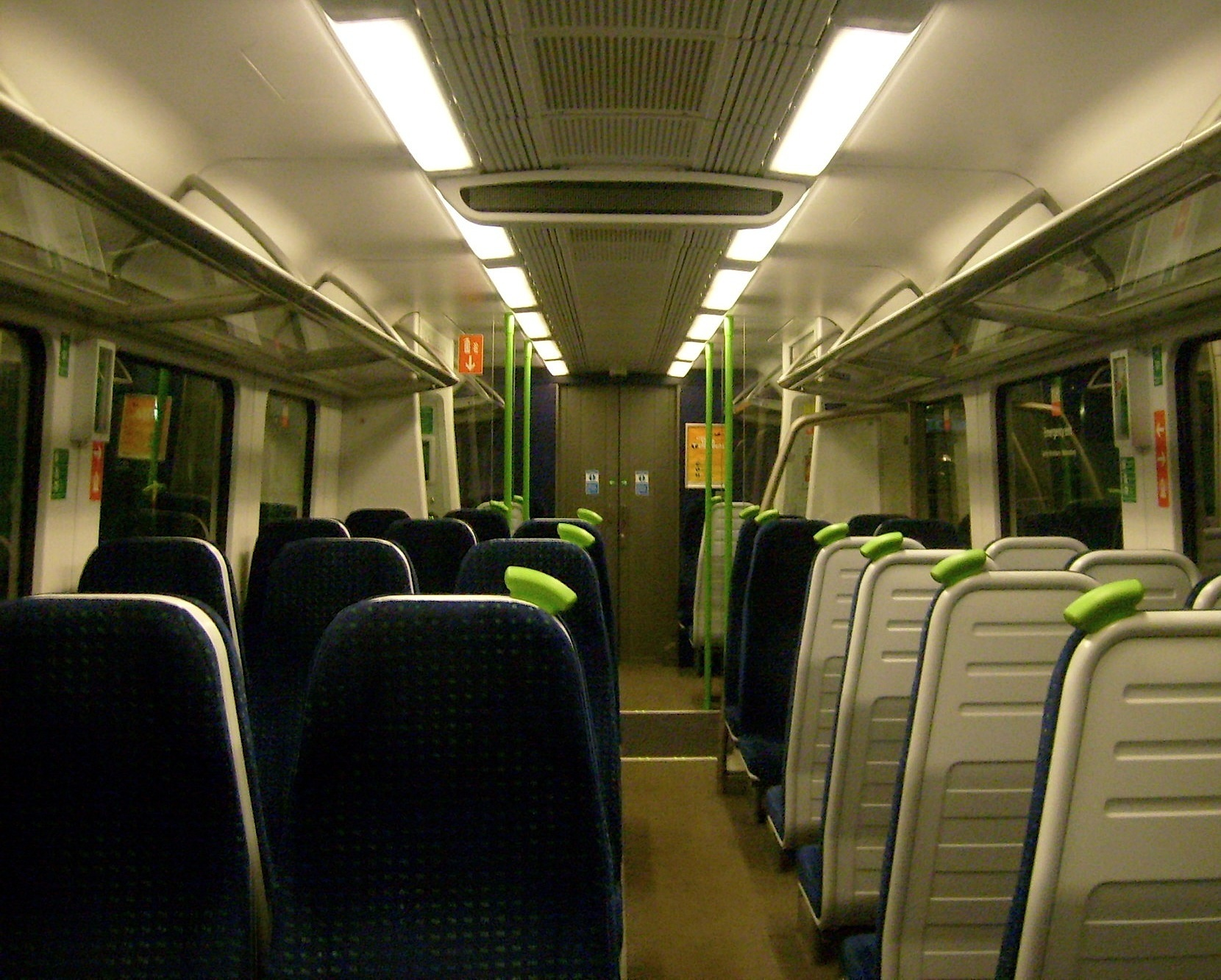
L'intérieur d'une rame électrique Siemens Class 360/2 Desiro.

Heathrow Connect a une structure d'exploitation complexe :
- Le matériel roulant et le personnel de bord sont fournis par BAA avec la société Heathrow Express.
- Pour la portion du trajet comprise entre Paddington et Hayes & Harlington, ils sont loués à First Great Western et le service est considéré comme exploité par cette dernière.
- Entre Hayes & Harlington et Airport Junction, Heathrow connect circule dans le cadre de l'open access de Heathrow Express[5].
- Au-delà d'Airport Junction, les voies sont la propriété de BAA.

## Matériel roulant

### Parc actuel
| Série            | Image | Type                     | Vitesse max | Vitesse max | Nombre | Lignes parcourues             | Construction |
| Série            | Image | Type                     | mph         | km/h        | Nombre | Lignes parcourues             | Construction |
| ---------------- | ----- | ------------------------ | ----------- | ----------- | ------ | ----------------------------- | ------------ |
| Class 360 Desiro |       | automotrices électriques | 100         | 161         | 5      | Paddington - Heathrow Airport | 2002–2003    |